# Карпилівка (Рокитнівська селищна громада)
Карпи́лівка — село в Україні, у Рокитнівській селищній громаді Сарненського району Рівненської області. Населення становить 2611 осіб.

## Природа
На південний захід від села розташоване лісове заповідне урочище «Еталонні соснові насадження» і Карпилівський ботанічний заказник.

## Населення
За переписом населення 2001 року в селі мешкало 2 613 осіб.

### Мова
Розподіл населення за рідною мовою за даними перепису 2001 року:
| Мова       | Відсоток |
| ---------- | -------- |
| українська | 99,77 %  |
| російська  | 0,11 %   |
| білоруська | 0,08 %   |

## Постаті
- Кузьма Бричка-Черешня (1922—1951) — діяч українського повстанського руху, четар в УПА «Поліська Січ».